# Südfriedhof (Leipzig)

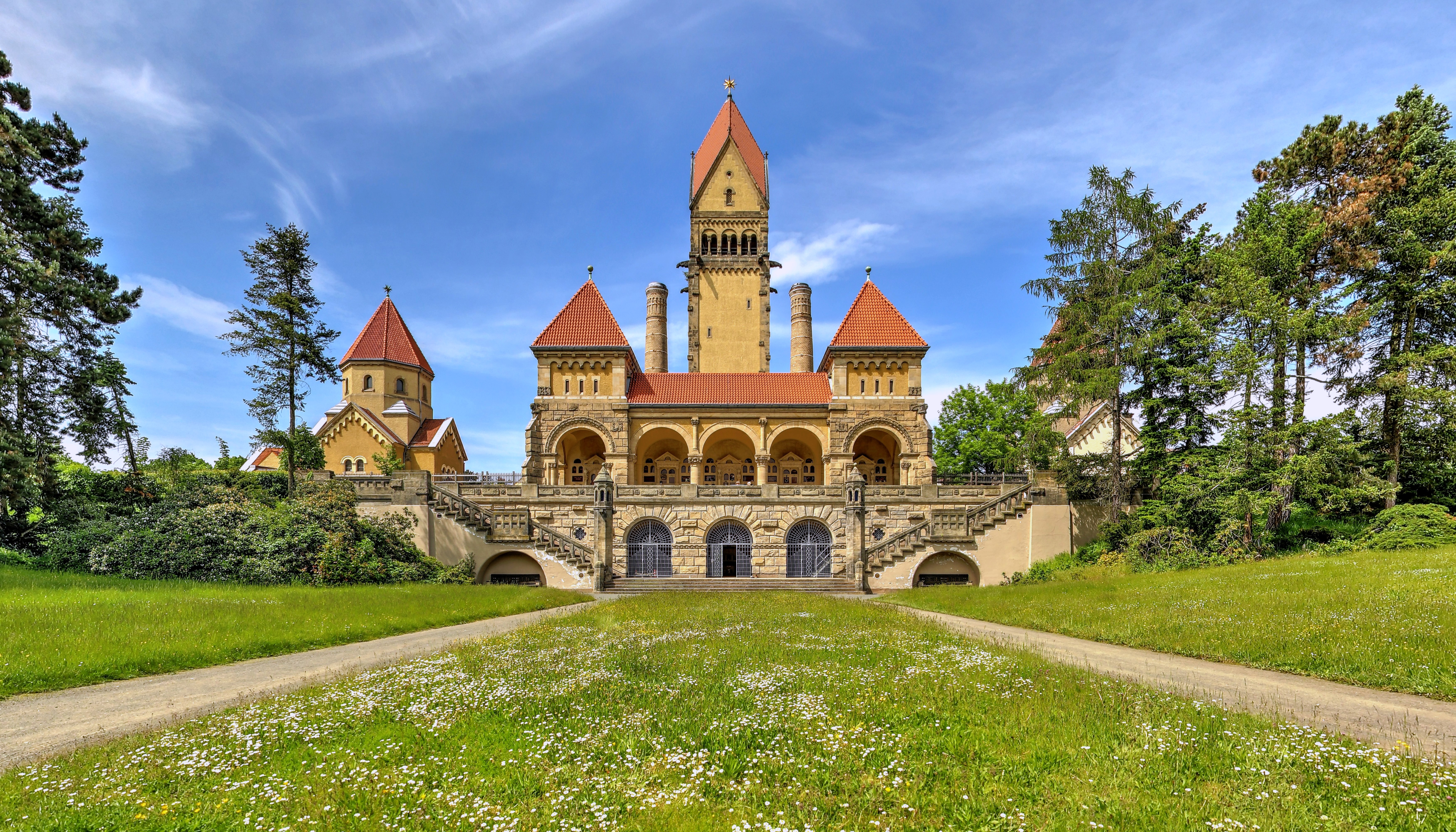
Süd-(Rück-)Seite der Kapellenanlage. In der oberen Arkade sowie hinter den ebenerdigen Gittern befindet sich das Kolumbarium, im Hintergrund zwei Schornsteine des Krematoriums.

Der Südfriedhof ist mit 72 Hektar der größte Friedhof Leipzigs. Er befindet sich im Leipziger Süden in der Nachbarschaft des Völkerschlachtdenkmals und zählt neben dem Hamburger Friedhof Ohlsdorf und dem Südwestkirchhof Stahnsdorf bei Berlin zu den größten parkähnlichen Friedhöfen Deutschlands. Er steht unter Denkmalschutz. Seit 2020  gehört diese Friedhofskultur zum immateriellen Kulturerbe.

## Geschichte

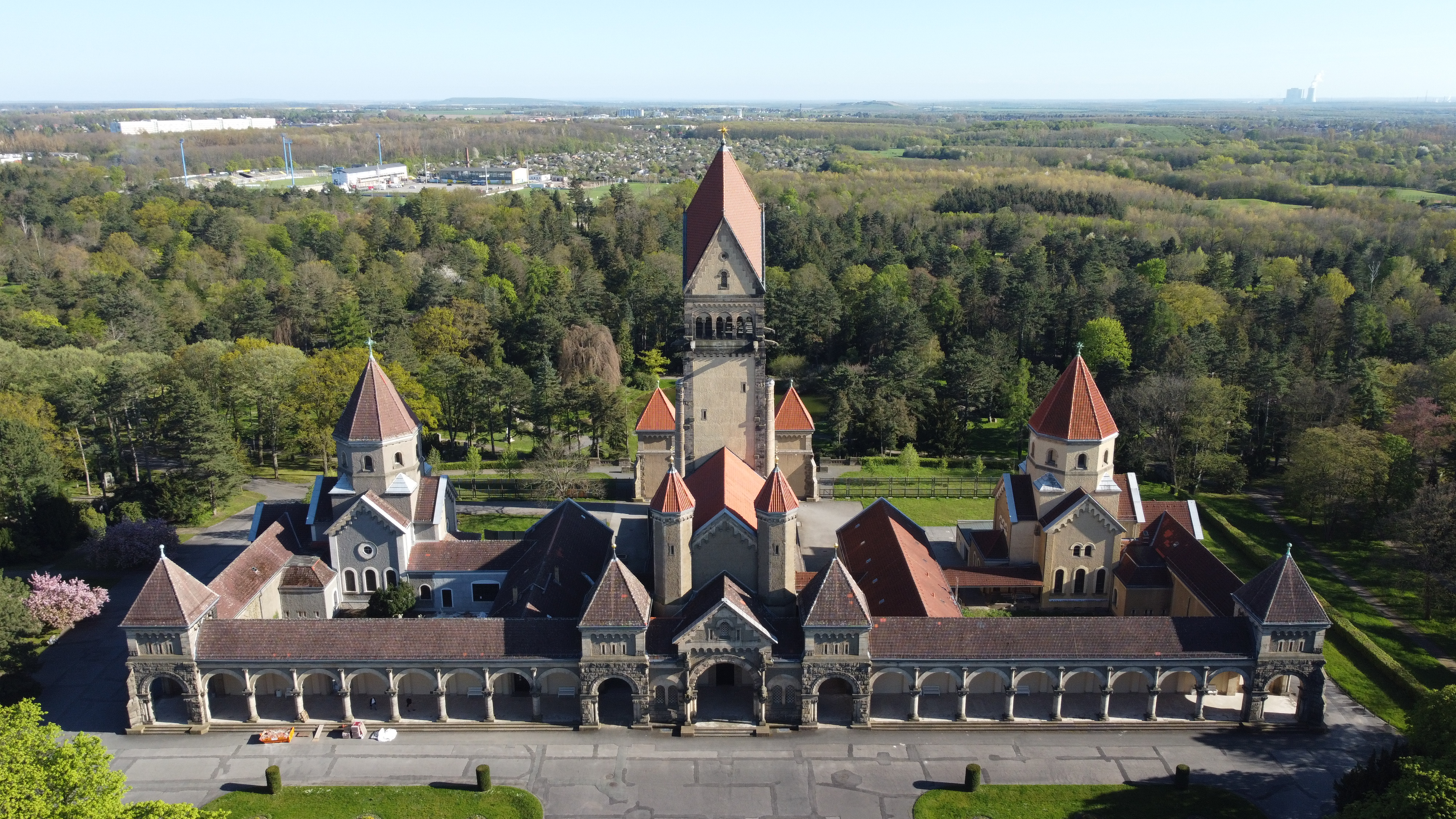
Luftaufnahme der Kapelle von Norden (2023)
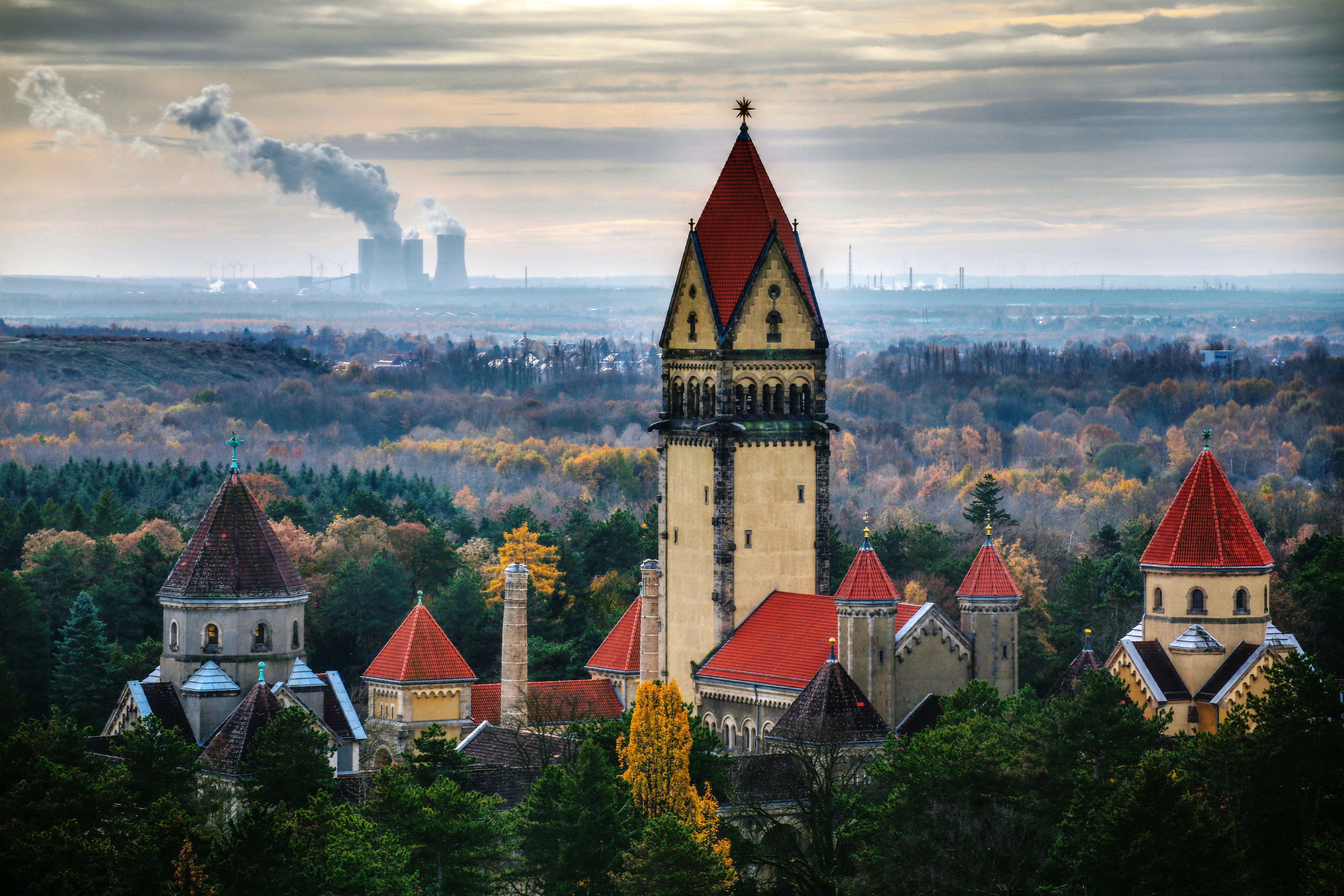
Krematorium mit Kapellenanlage und Kolumbarium des Leipziger Südfriedhofs, Blick vom Völkerschlachtdenkmal aus, im Hintergrund das Kraftwerk Lippendorf (2022)

Die Planungen für den Friedhof begannen im Jahr 1879. Zunächst wurde er auf einem Gelände von 54 Hektar angelegt. Die Hauptverantwortlichen hierfür waren der Leipziger Gartenbaudirektor Otto Wittenberg und der Architekt Hugo Licht.
Durch die rasante Entwicklung der Stadt während der Industrialisierung, sich ankündigender Eingemeindungen umliegender Orte und der damit verbundenen stetig steigenden Bevölkerungszahl wurden neue Friedhofsareale nötig. Nach dem Leipziger Nordfriedhof 1881 wurde der Südfriedhof am 1. Juni 1886 durch Bürgermeister Carl Bruno Tröndlin eröffnet. Kurz darauf wurde auch die erste Bestattung vorgenommen. Das Grab ist heute noch in der I. Abteilung erhalten. Jedoch war der Südfriedhof als Begräbnisplatz zunächst sehr unbeliebt. Die Leipziger ließen sich weiter auf dem Neuen Johannisfriedhof (heute der Friedenspark) beisetzen. Dies änderte sich, als der Neue Johannisfriedhof sich zu füllen begann und die Bäume auf dem Südfriedhof größer und der beabsichtigte Parkcharakter erkennbar wurde.
Bis 1924 erweiterte man den Friedhof auf 63 Hektar. Während des Zweiten Weltkriegs wurde der Friedhof bisher letztmals auf die heutige Fläche von 72 Hektar erweitert. Man bestattete 3474 Opfer der Bombenangriffe auf Leipzig in der heutigen XXVIII. Abteilung. Insgesamt wurden 4500 der fast 6000 zivilen Luftkriegsopfer in Leipzig auf dem Südfriedhof beigesetzt.
Besuchern des benachbarten Völkerschlachtdenkmals fällt als Erstes die 1910 eröffnete Kapellenanlage mit ihrem 60 Meter hohen Glockenturm auf. Das neoromanische Gebäudeensemble, das unter der Leitung des Leipziger Baudirektors Otto Wilhelm Scharenberg errichtet wurde, hatte die romanische Klosteranlage Maria Laach in der Eifel zum Vorbild und gilt als das größte Friedhofsbauwerk in Deutschland. Krematorium und Kolumbarium fügen sich unauffällig in das Gesamtbild ein. Für Trauerfeiern stehen die große zentrale und zwei kleinere Seitenhallen zur Verfügung. Seit 2023 können von April bis Oktober Trauerfeiern auch im Freien, im sogenannten Klostergarten, stattfinden.
In den letzten Jahren wurde das Bauwerk schrittweise instand gesetzt. Die Einäscherungsanlage wurde 1998/99 erneuert. Anstelle der ehemals drei Öfen wurden im historischen Gebäude zwei neue Einäscherungsöfen samt drei Rauchgaskanälen errichtet. Der dritte Rauchgaskanal wird derzeit nicht genutzt, er ist für eine mögliche Erweiterung mit einem dritten Ofen vorgesehen. Die Hauptkapelle wurde 1996/97 rekonstruiert, dabei erfolgte die Neuausmalung des Chorraums nach historischem Befund. Das denkmalgeschützte Kolumbarium wurde nach jahrelanger Vernachlässigung und Vandalismus in zweijähriger Arbeit renoviert und zum 125. Jahrestag der Eröffnung des Friedhofs im Juni 2011 wieder benutzt.
Besonders sehenswert sind die historischen Grabmäler, die teilweise von bedeutenden Künstlern wie Max Klinger, Otto Paul Burghardt, Fritz Behn, Max Lange oder Carl Seffner in verschiedenen Stilarten geschaffen wurden.

## Bestattete Persönlichkeiten
Auf dem Südfriedhof sind zahlreiche prominente Persönlichkeiten bestattet, darunter die Musiker Arthur Nikisch, Kurt Masur und Klaus Renft, die Schriftsteller Christian Fürchtegott Gellert, Georg Maurer, Lene Voigt und Henner Kotte, die Schauspieler Dieter Bellmann, Fred Delmare und Christa Gottschalk, die Bildhauer Carl Seffner, Adolf Lehnert und Wolfgang Mattheuer sowie die Architekten Hugo Licht, Clemens Thieme und Rudolf Skoda. Sieben Ehrenbürger der Stadt fanden hier ihre letzte Ruhestätte.
Eine ausführlichere Aufzählung enthält:

## Gedenkstätten (Auswahl)

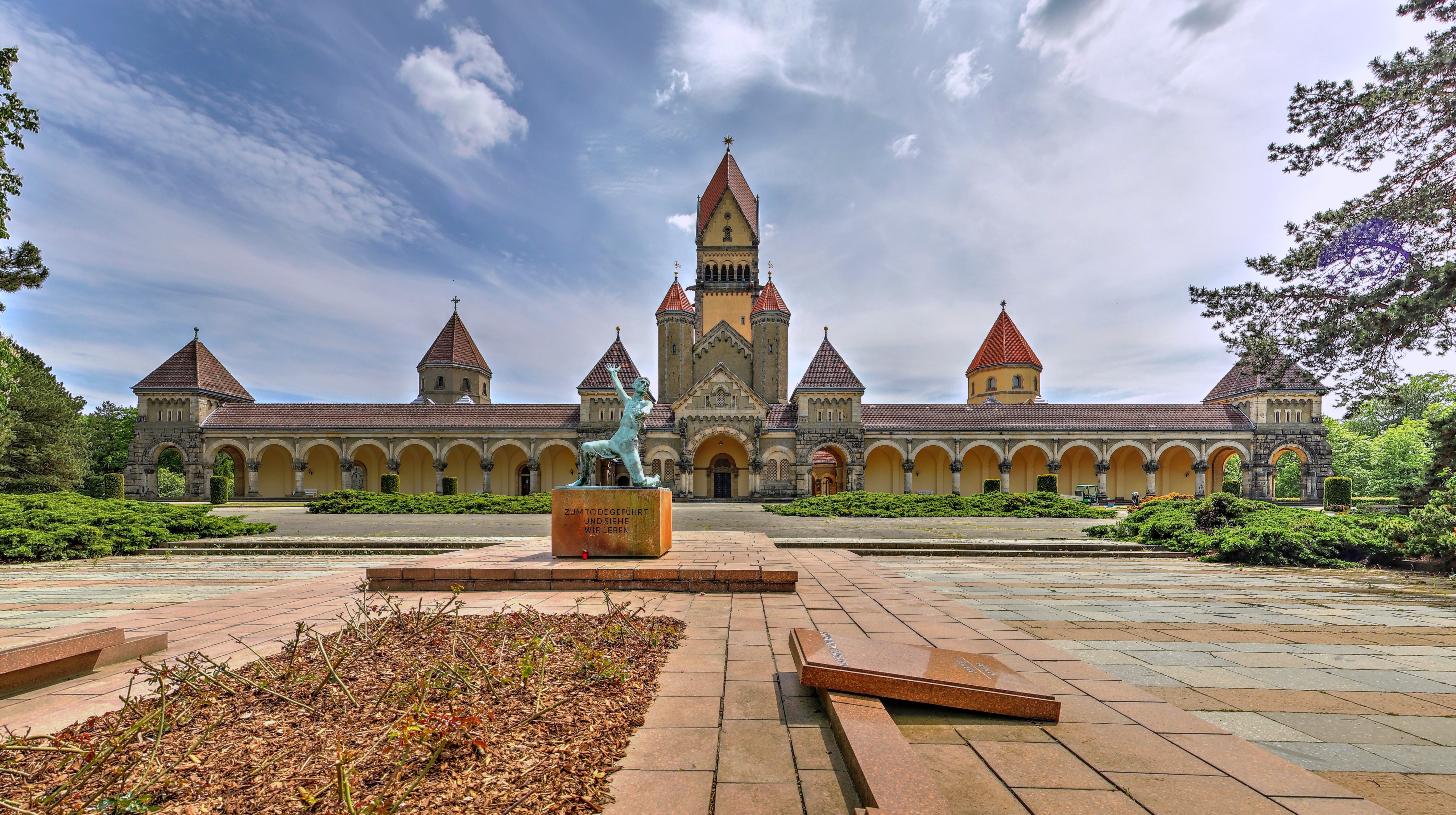
Kapellenanlage (Nordseite), davor das Mahnmal für die Opfer des Faschismus von Walter Arnold
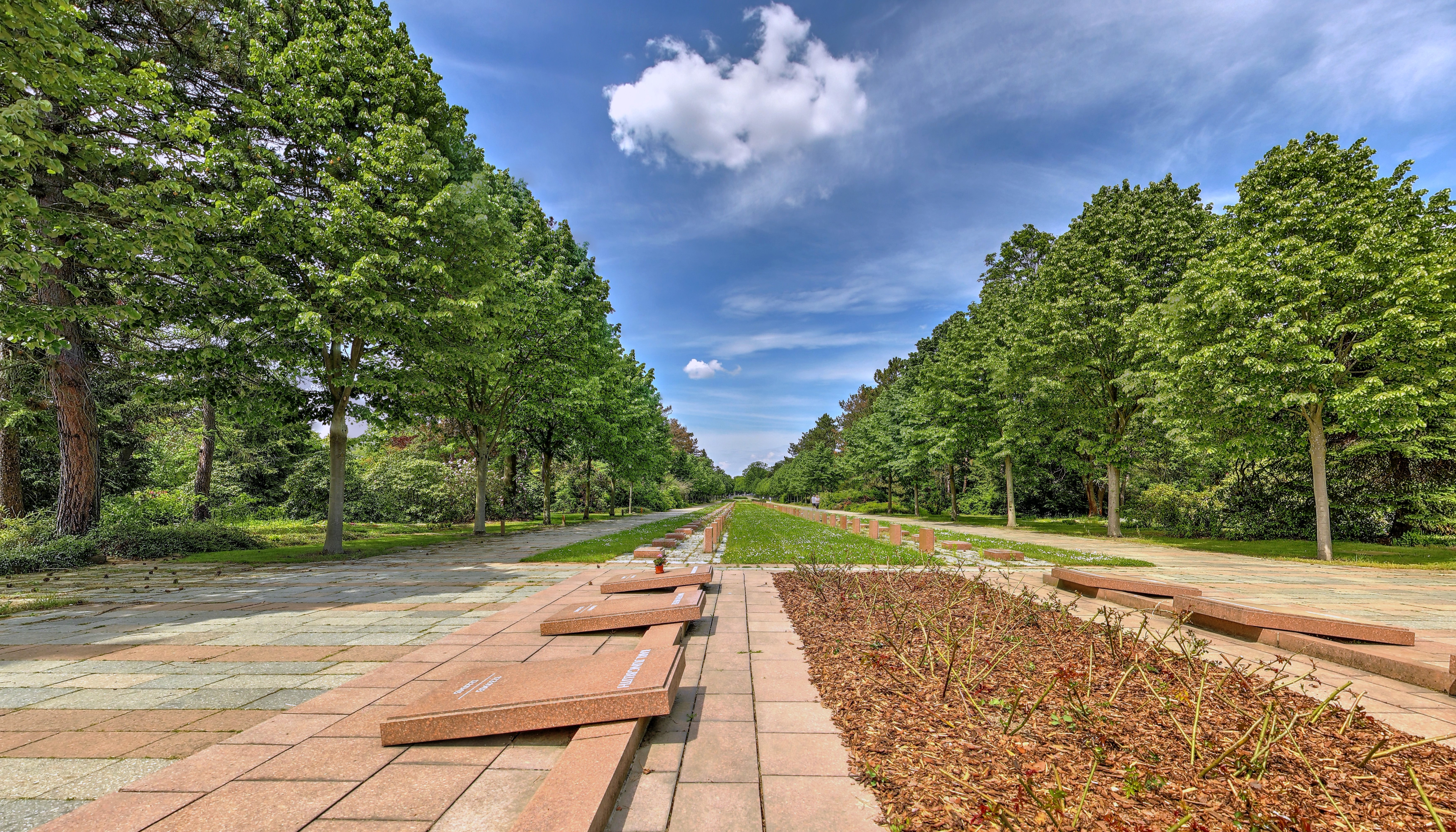
Ehemaliger „Sozialistischer Ehrenhain“, der sich zwischen Kapellenanlage und Nordtor befindet
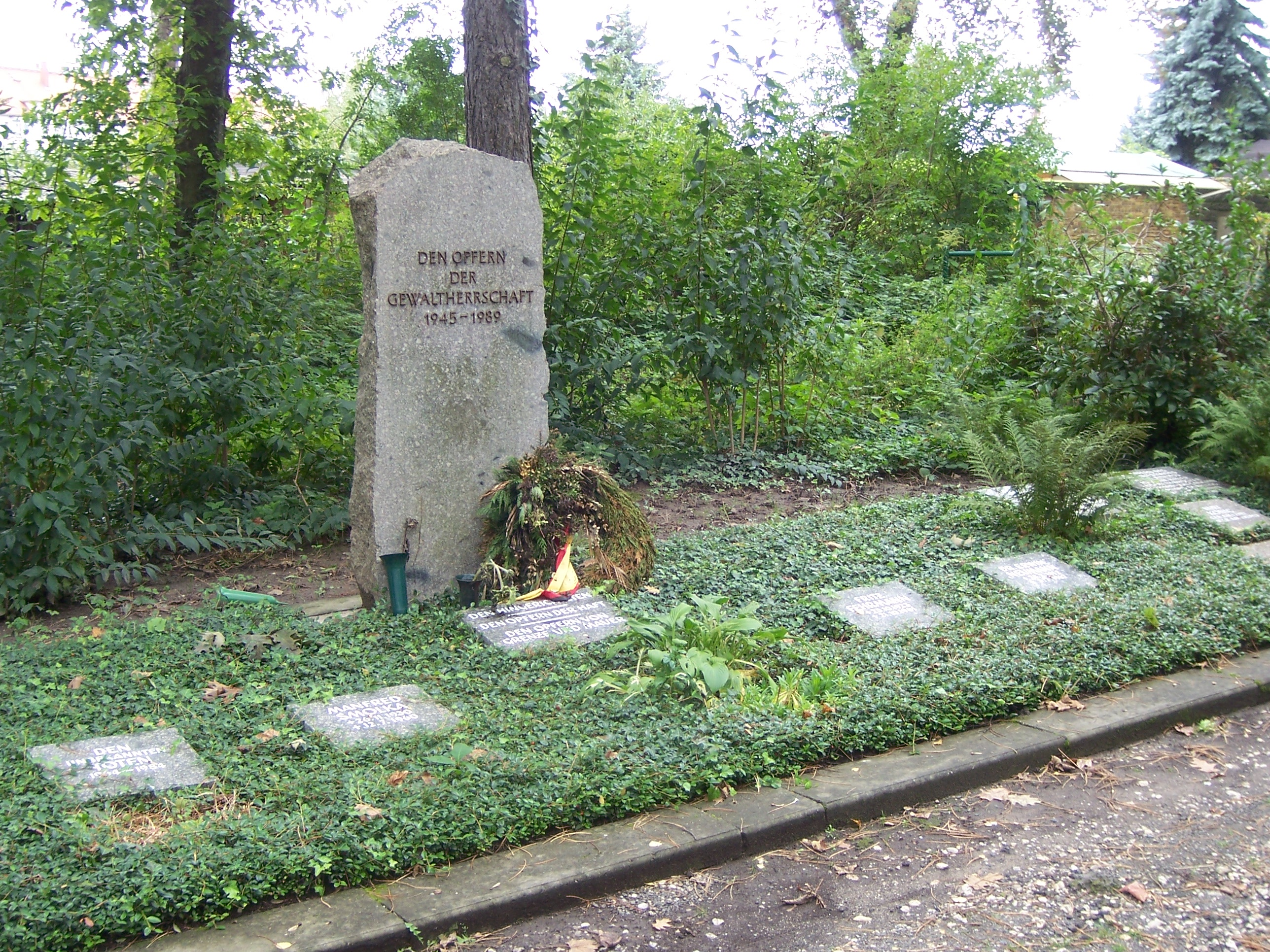
Gedenkanlage für die Opfer der Gewaltherrschaft 1945–1989 im Urnengarten Nord, nahe der Friedhofsmauer
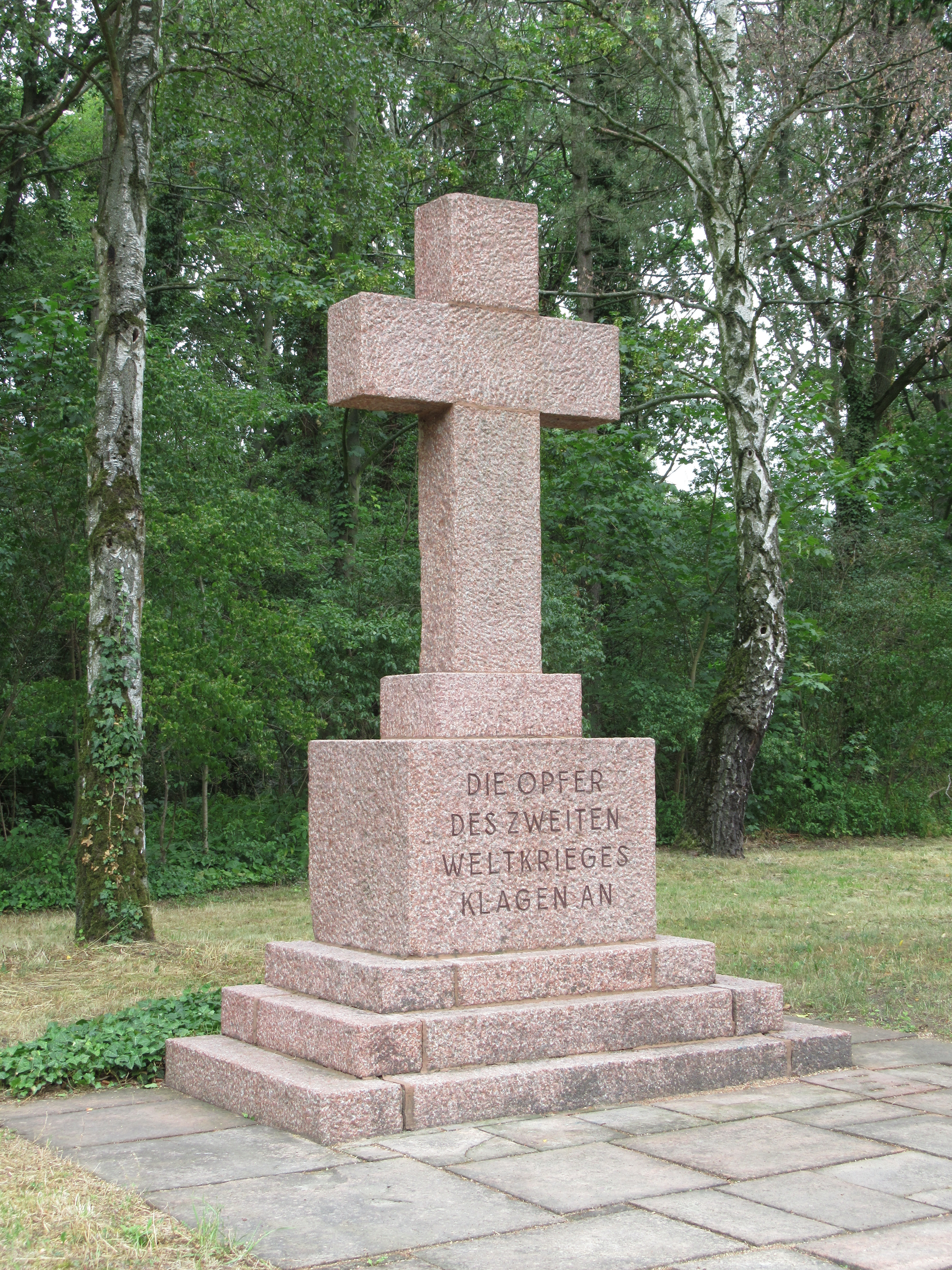
Kreuz bei Massengräbern mit Bombenopfern
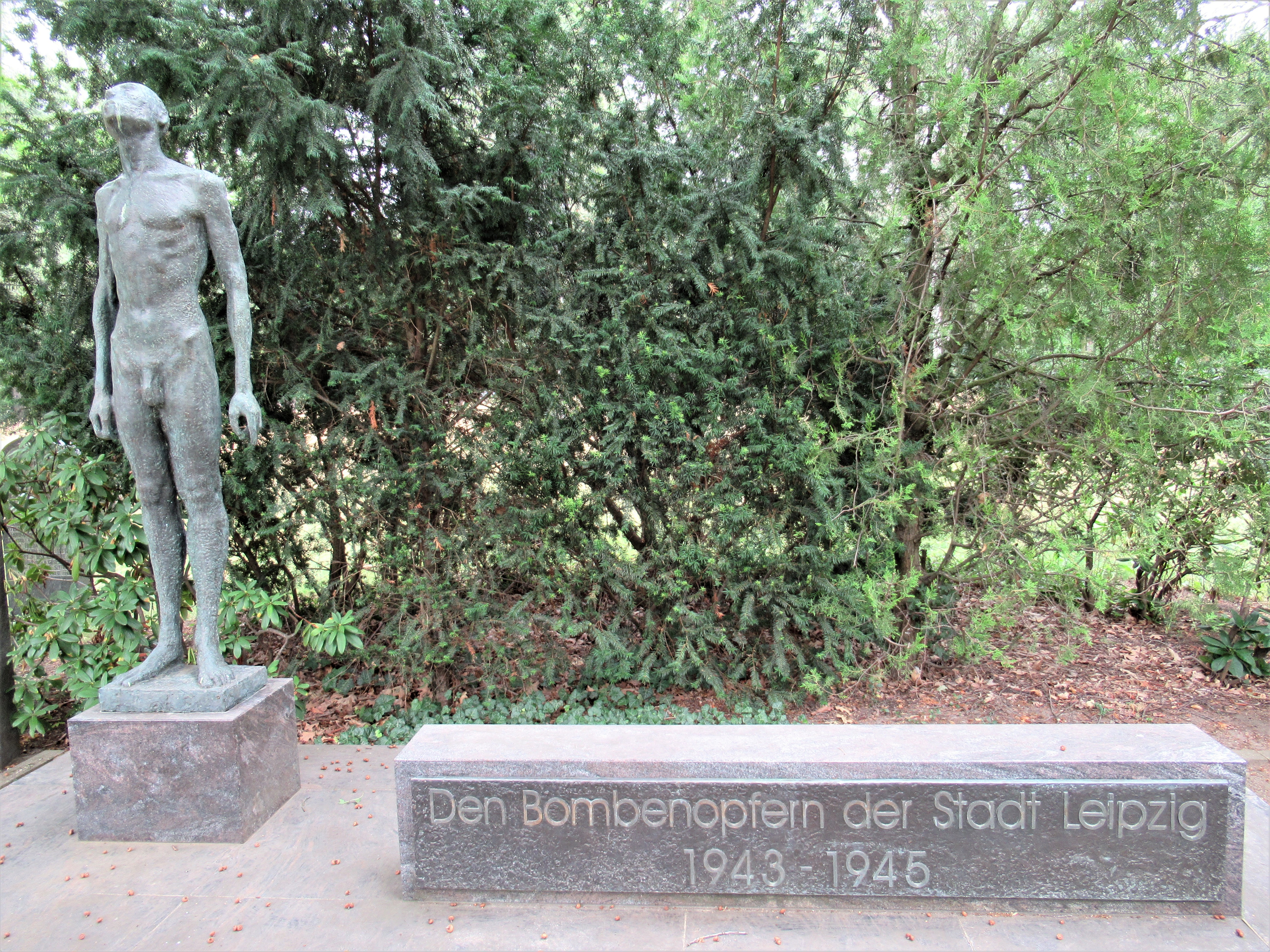
„Den Bombenopfern der Stadt Leipzig 1943–1945“. Architekt: Jörg Hasse, „Trauernder Jüngling“ (Marie-Luise Bauerschmidt)

## Flora und Fauna

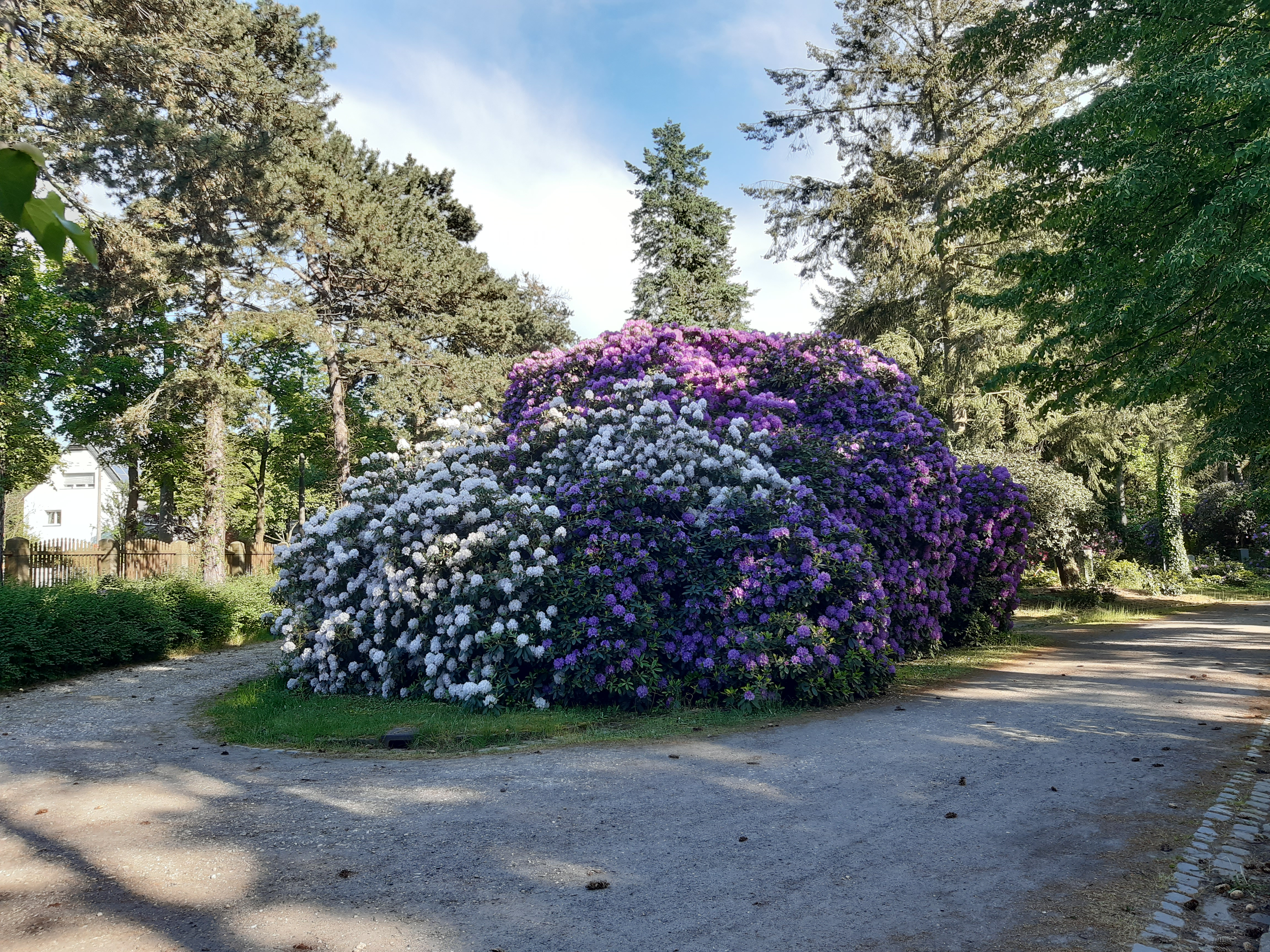
Rhododendronbüsche auf dem Südfriedhof

Auf dem Gelände des Friedhofs befinden sich etwa 10.000 bis zu vier Meter hohe Rhododendronbüsche. Weitere baumkundliche Besonderheiten sind Amberbaum, Mahonie, Japanische Blütenkirsche, Urweltmammutbaum, Traueresche, Geweihbaum, Ginkgo und verschiedene Lindenarten. 60 brütende Vogelarten auf dem Friedhof sind registriert. Es gibt viele Eichhörnchen und in den ruhigen Morgen- und Abendstunden kann man Rehe, Kaninchen oder Füchse sowie in der Abenddämmerung Fledermäuse beobachten.

## Vandalismus
Auf dem großen Gelände des Friedhofes ereignen sich immer wieder Akte des Vandalismus. Neben dem häufigen Diebstahl von Grabbepflanzungen werden in jüngster Zeit vermehrt Grabdenkmale zerstört. 2015 zogen Buntmetalldiebe eine Spur der Verwüstung, indem sie großflächig bronzene Teile von Grabmalen entwendeten.
Den Höhepunkt der Zerstörung stellte bisher die „Köpfung“ künstlerisch wertvoller marmorner Grabskulpturen im August 2016 dar. Dabei wurden unwiederbringlich zerstört:
- Max Alfred Brumme: Mutter mit Kindern, Grabmal Kaps, XIV. Abteilung
- Ulfert Janssen: Knabe mit Rosengirlande, Grabmal Franz Schlohbach, II. Abteilung
- Felix Pfeifer: Engel, Grabmal Haertel-Kipke, XX. Abteilung
- Robert Schenker: Trauernde, Grabmal Rüdinger, XVI. Abteilung

## Fotos bekannter Gräber

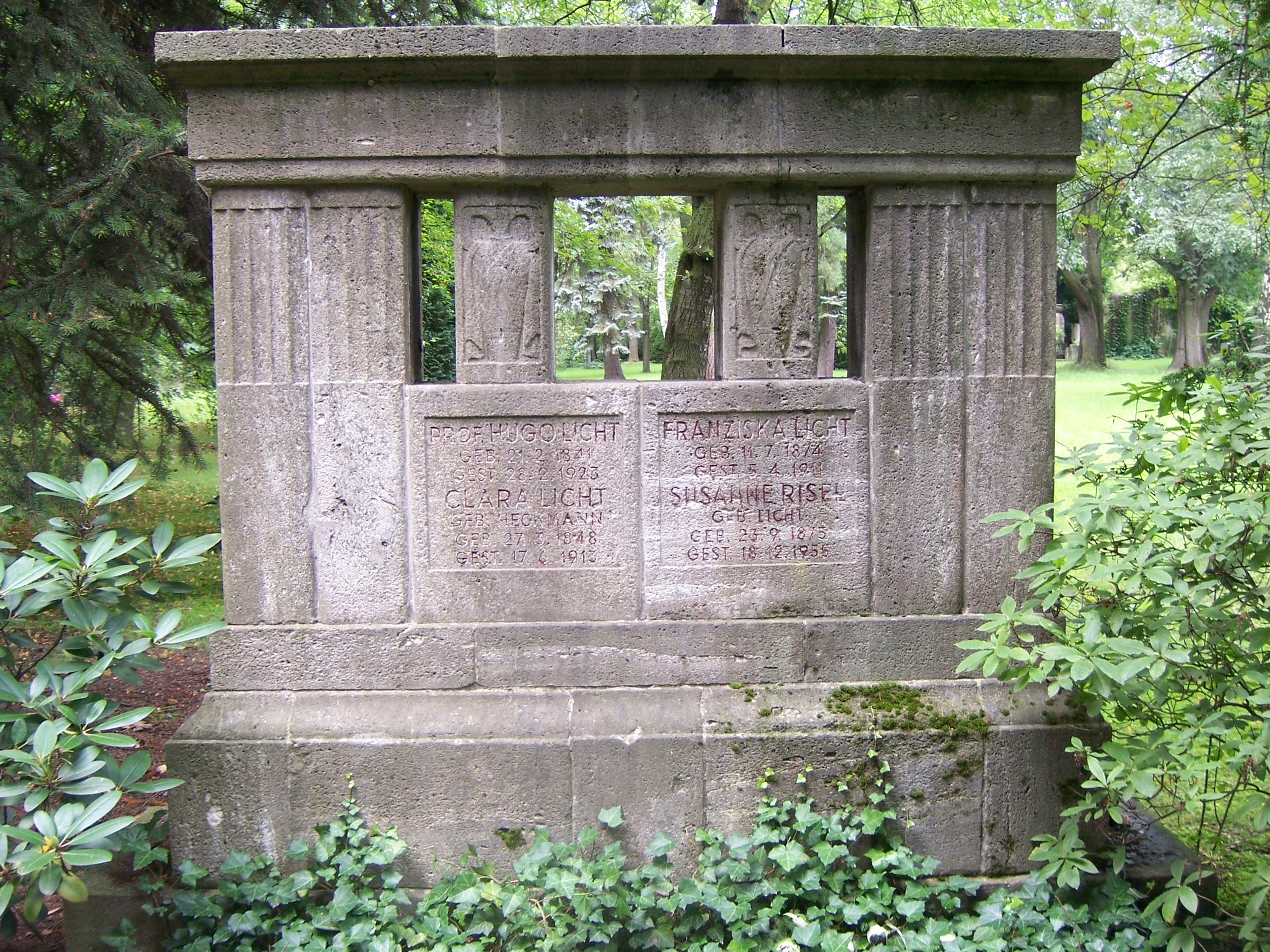
Grab des Architekten Hugo Licht
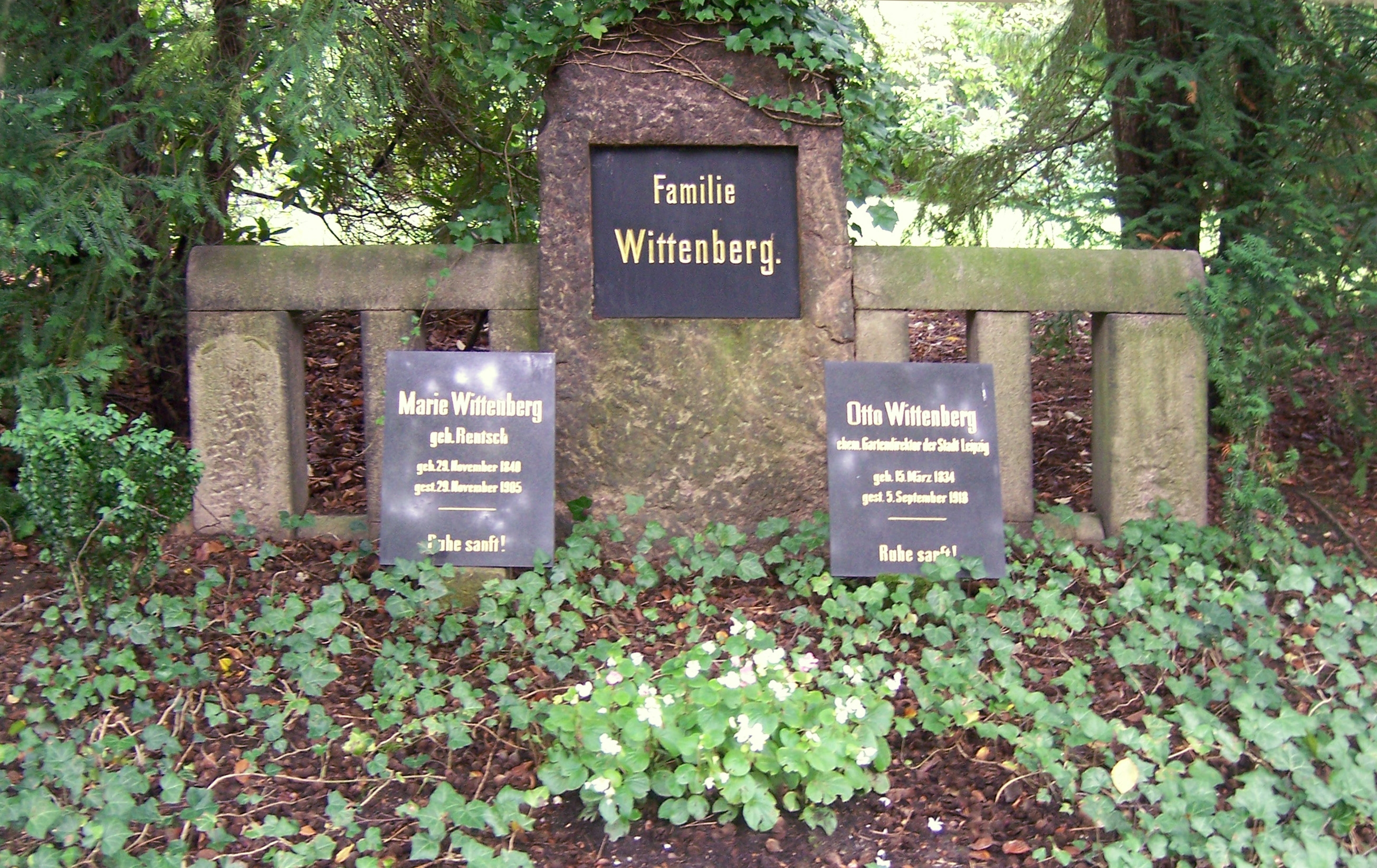
Grabstätte des Leipziger Gartenbaudirektors Otto Wittenberg
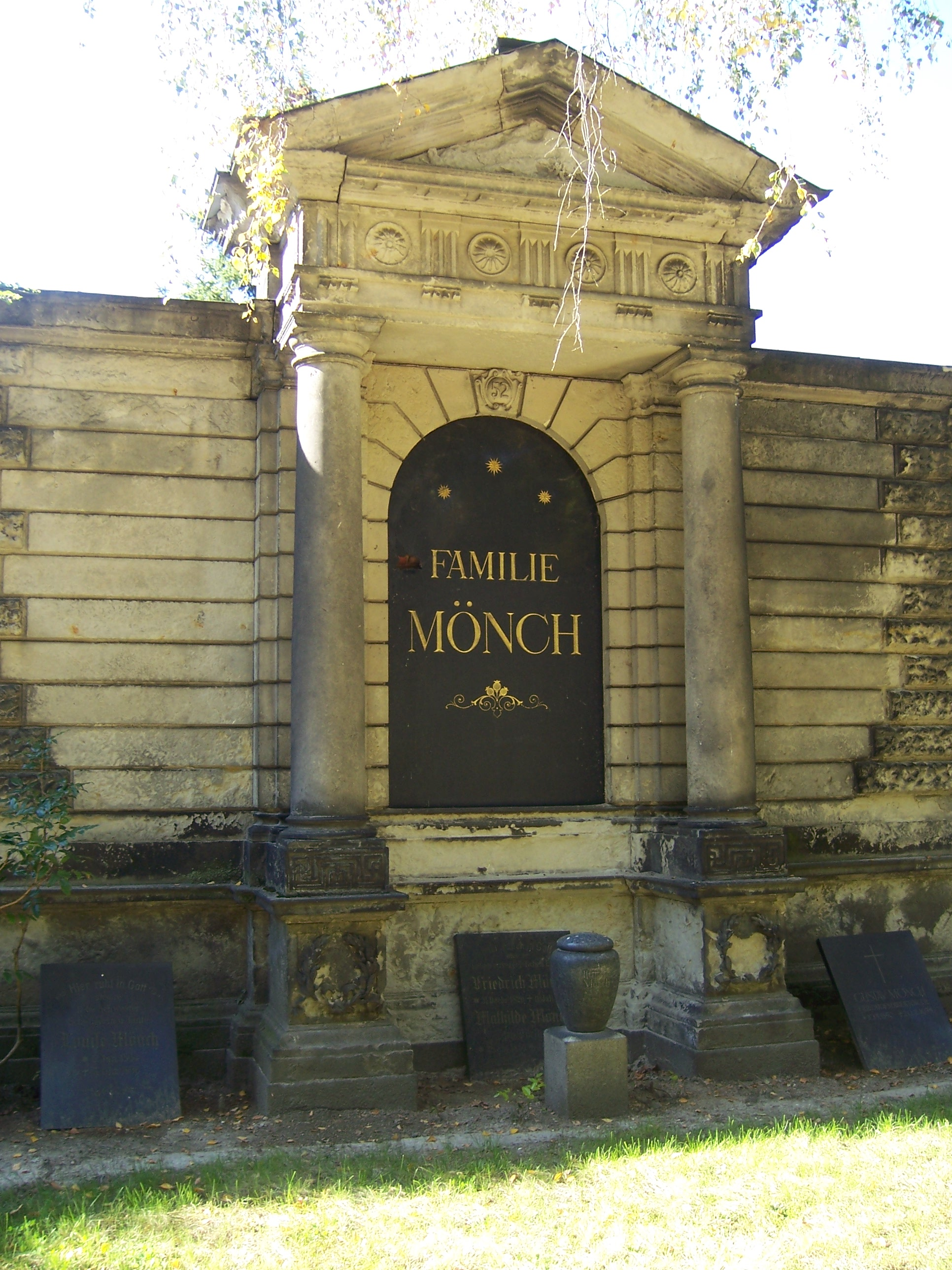
Grabstätte für Gustav Mönch, erster Friedhofsdirektor
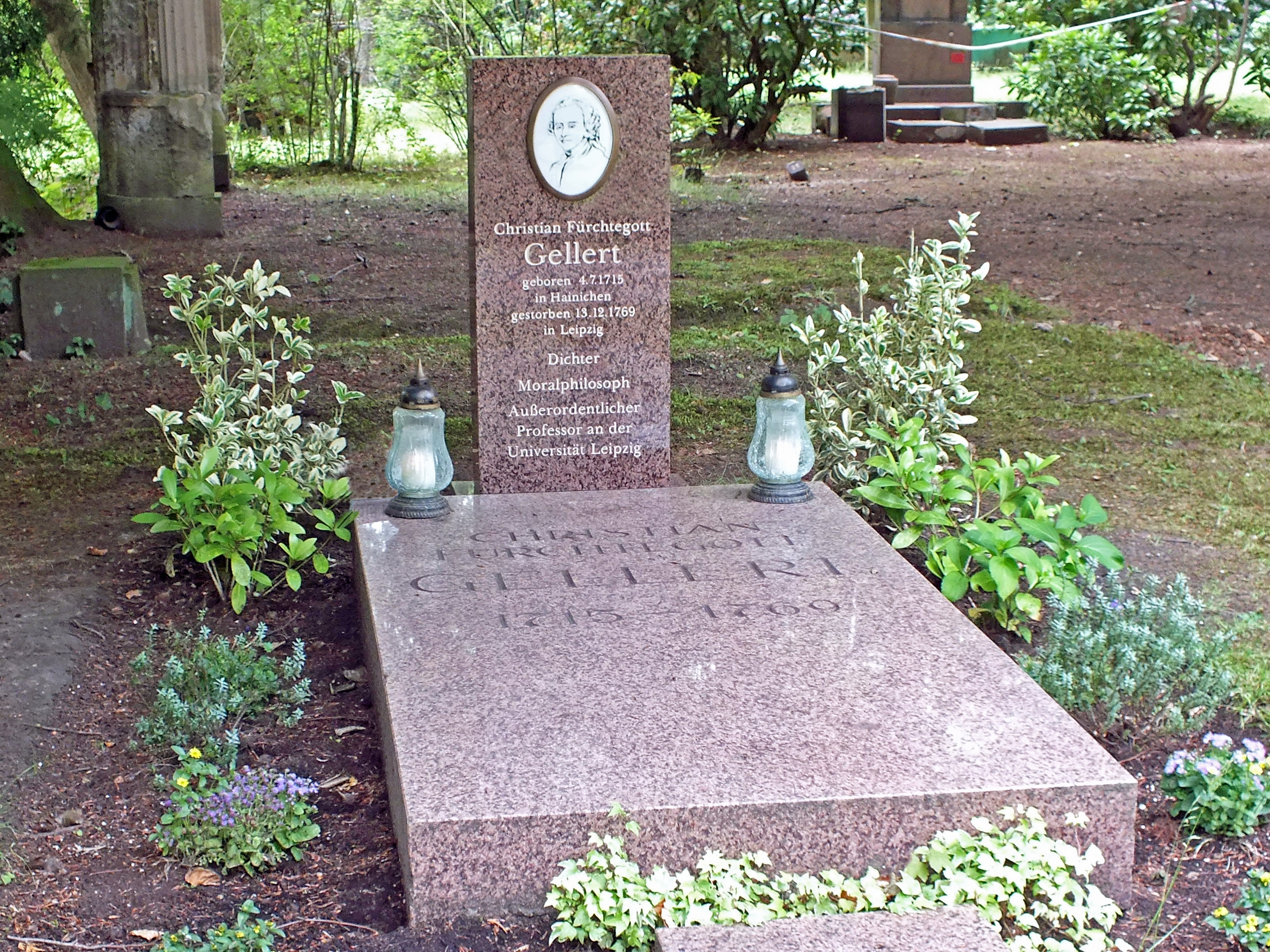
Grab Christian Fürchtegott Gellerts
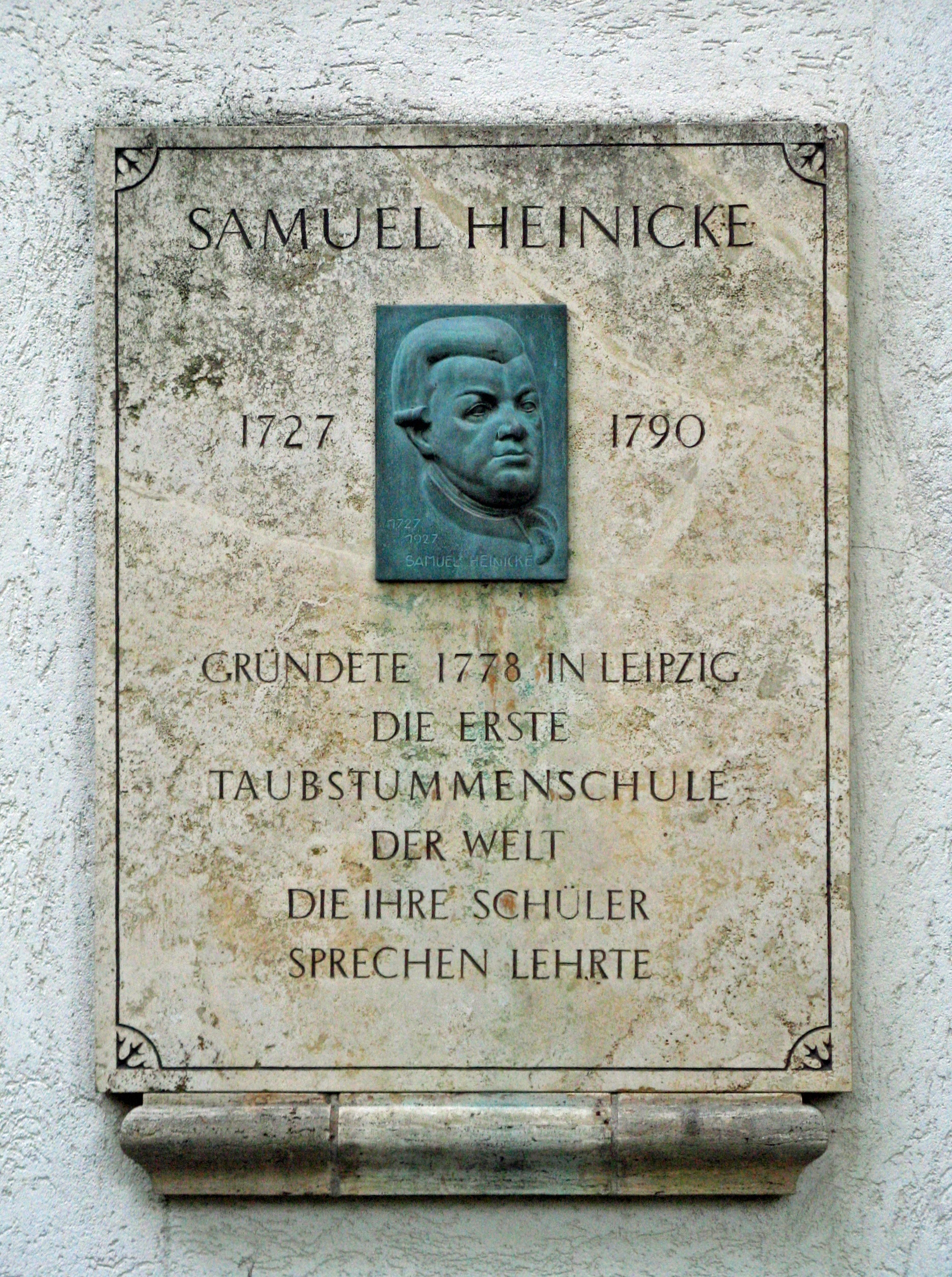
Gedenktafel für Samuel Heinicke
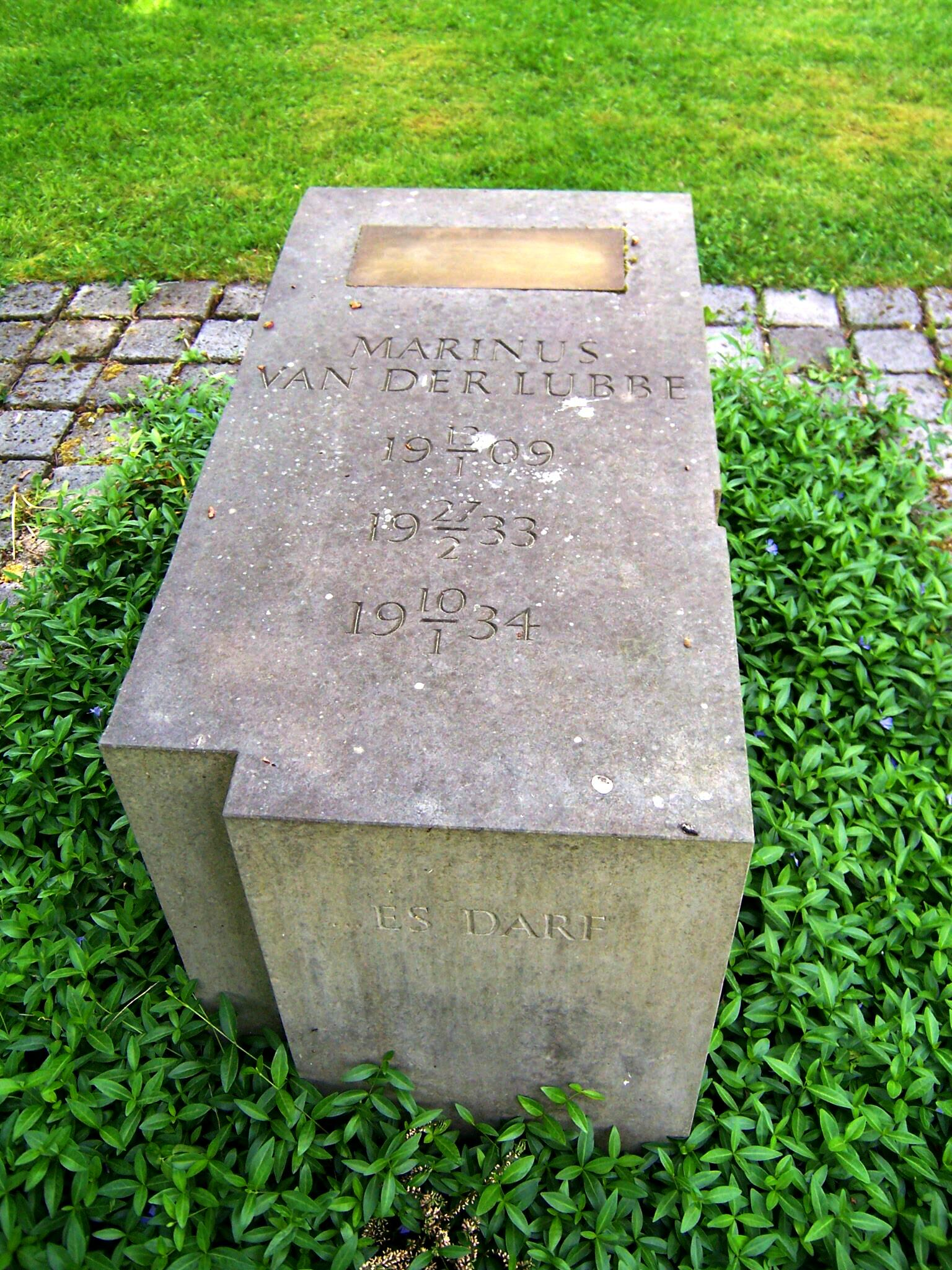
Gedenkstein für Marinus van der Lubbe
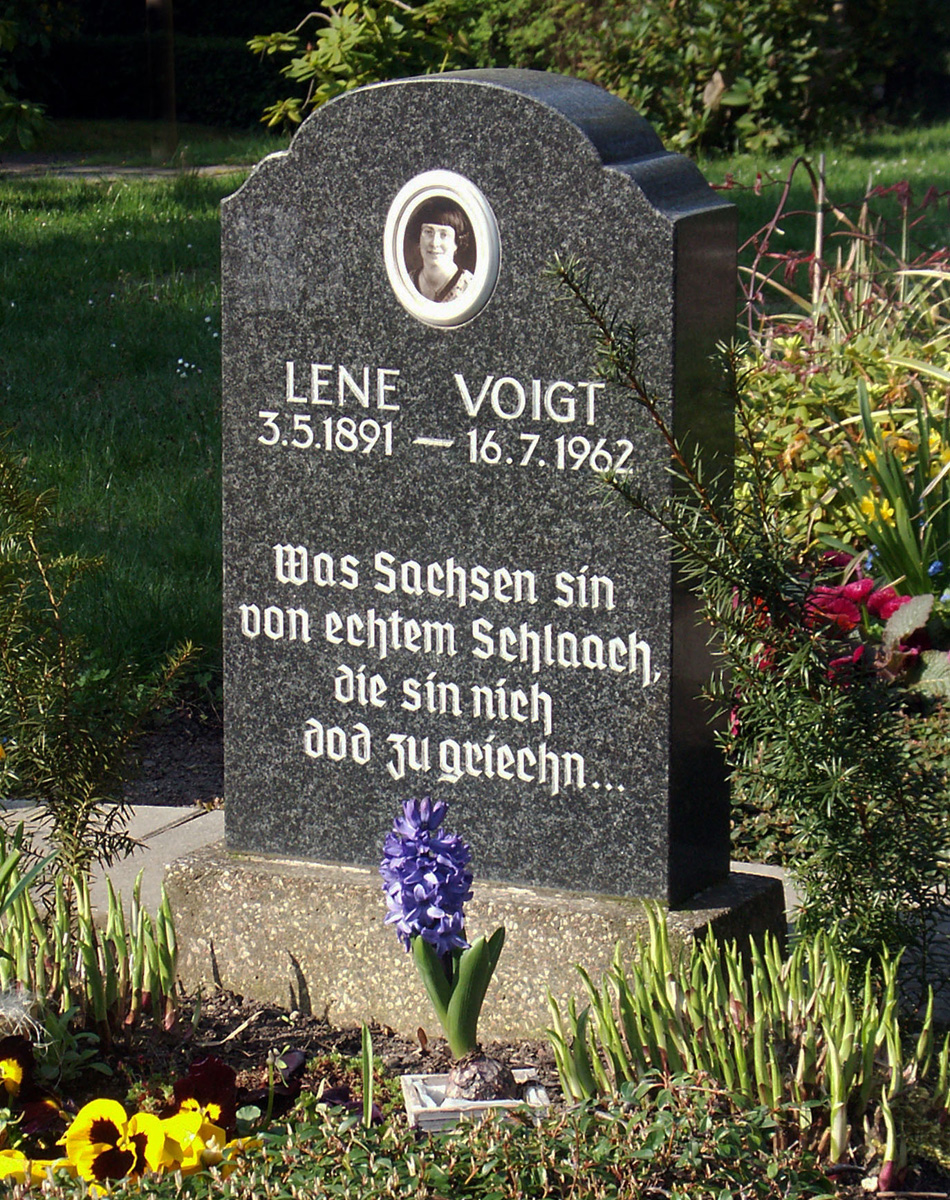
Grabstein für Lene Voigt
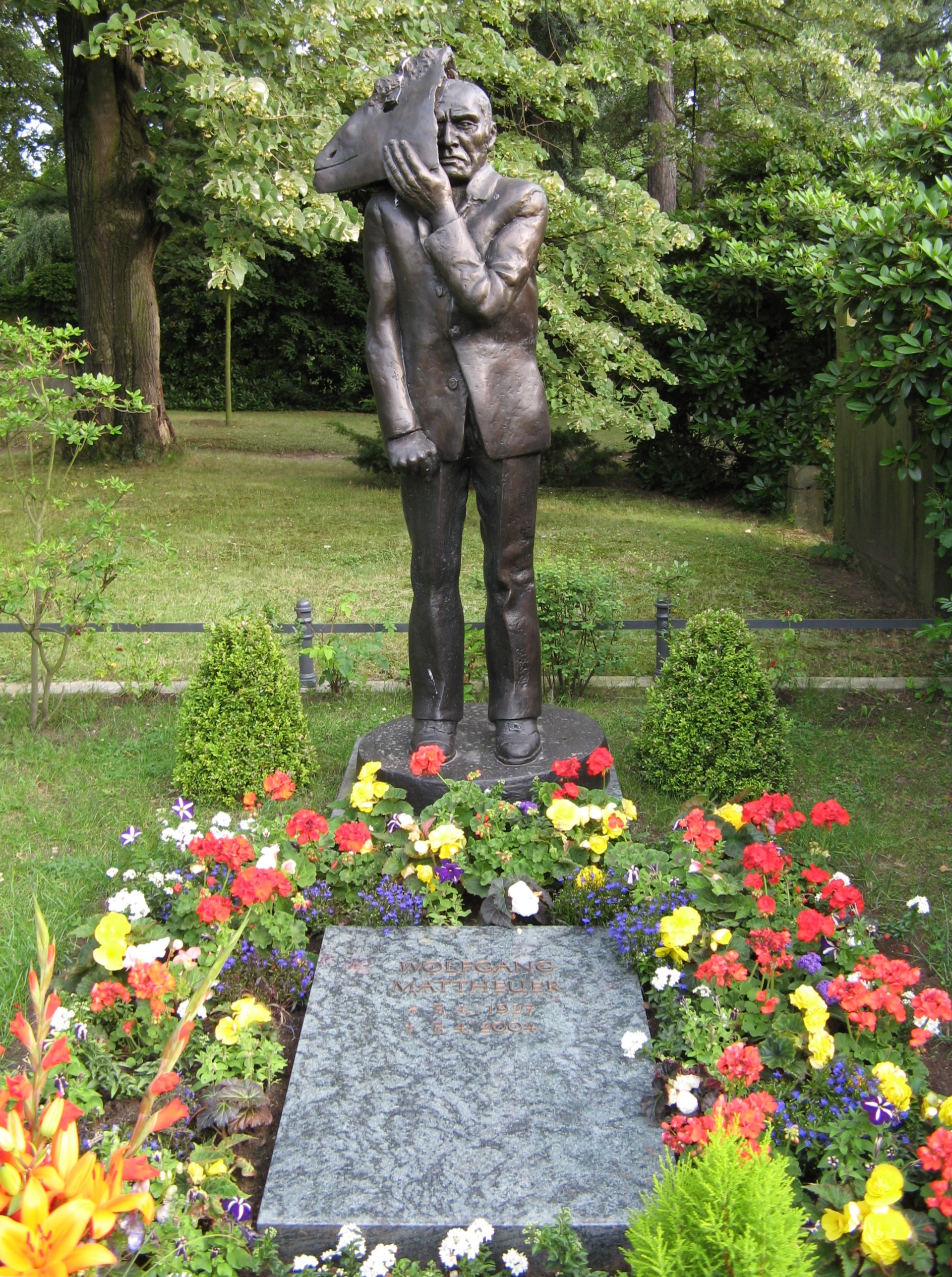
Grab Wolfgang Mattheuers mit Bronzeplastik „Gesichtzeigen“
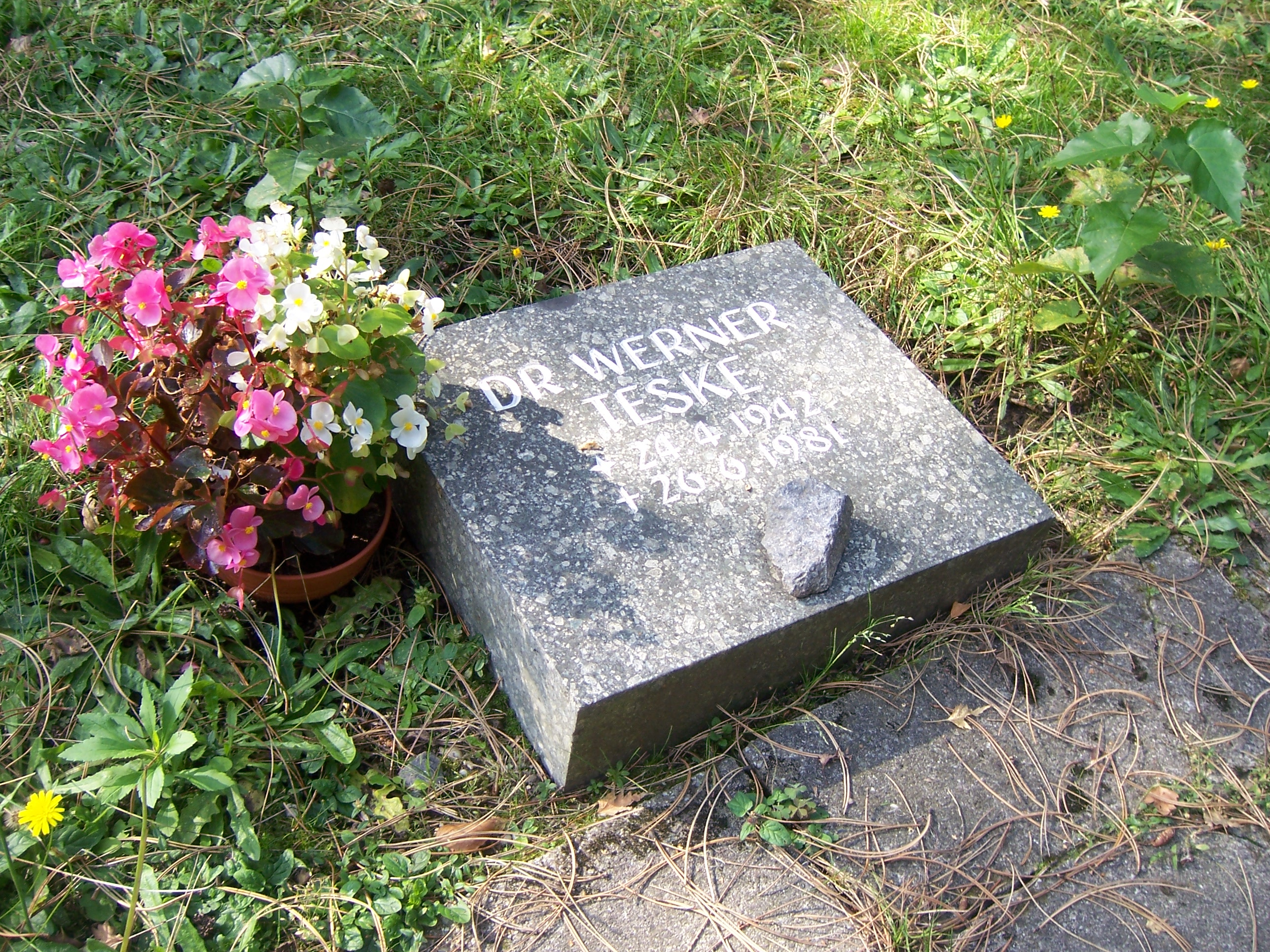
Gedenkstein für Werner Teske
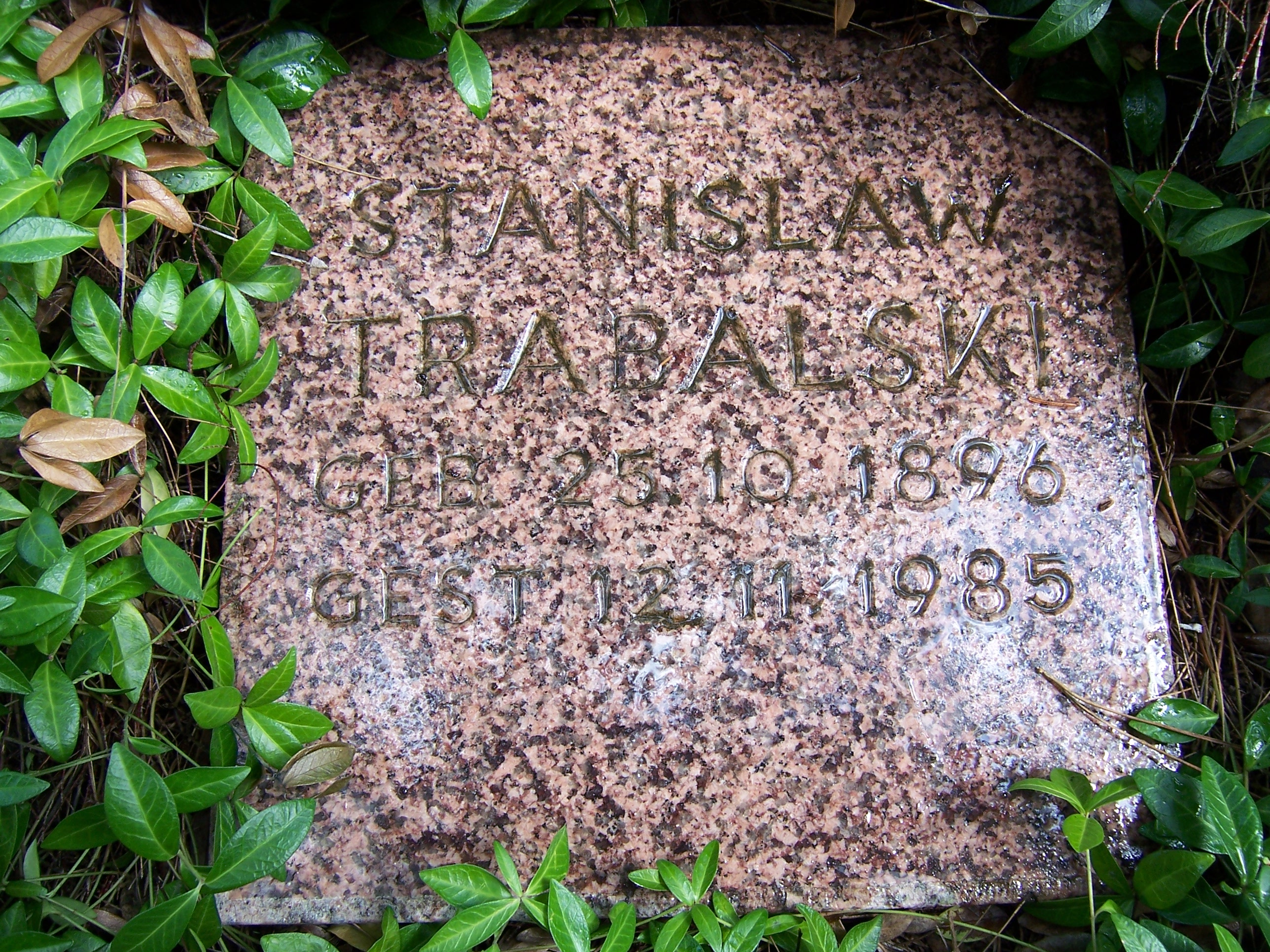
Grabstein von Stanislaw Trabalski auf dem Ehrenhain des Leipziger Südfriedhof
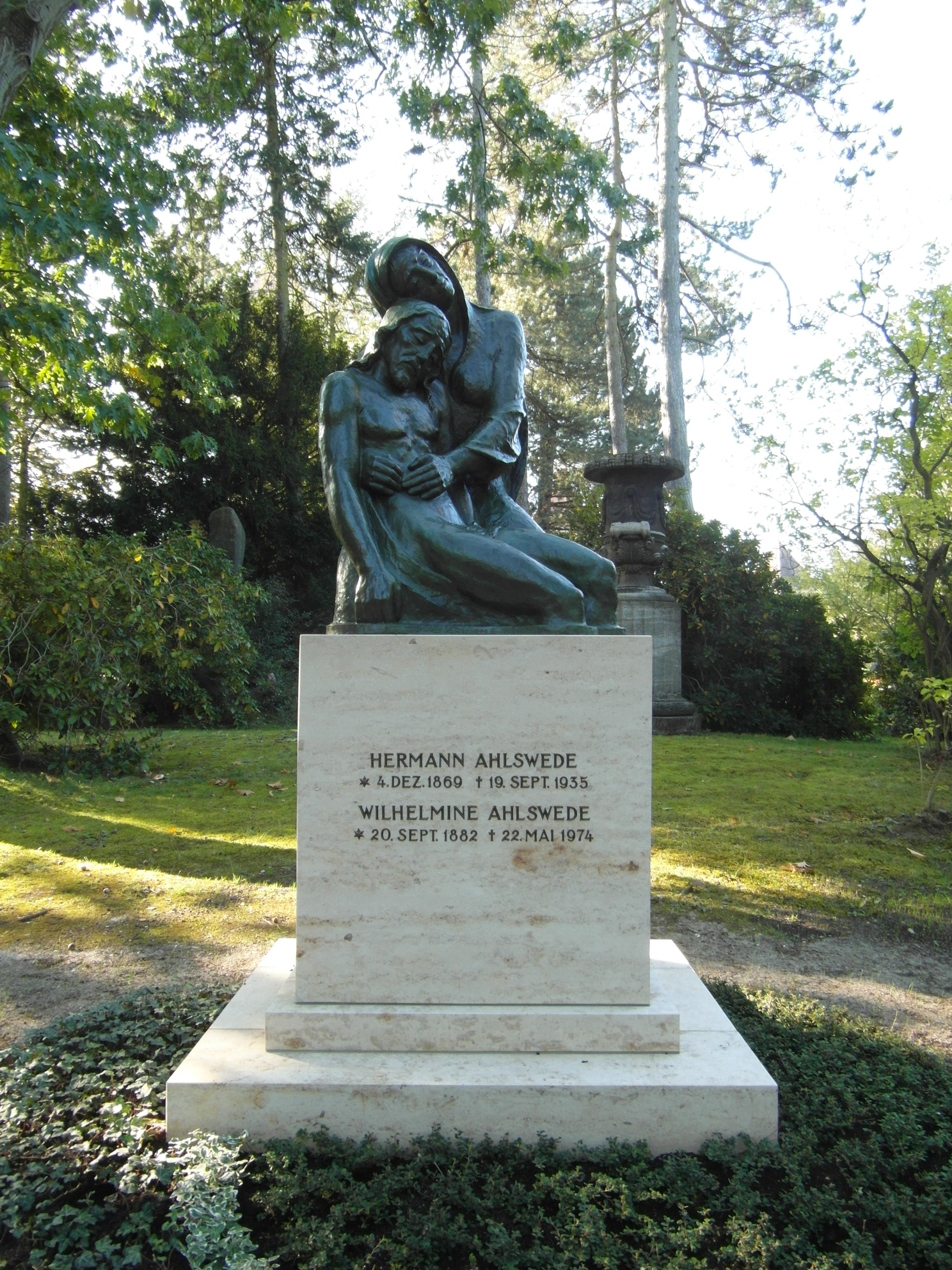
Grabmal Herrmann Ahlswede mit Bronze-Pietà von Max Alfred Brumme; restauriert 2015 im Auftrag der Paul-Benndorf-Gesellschaft
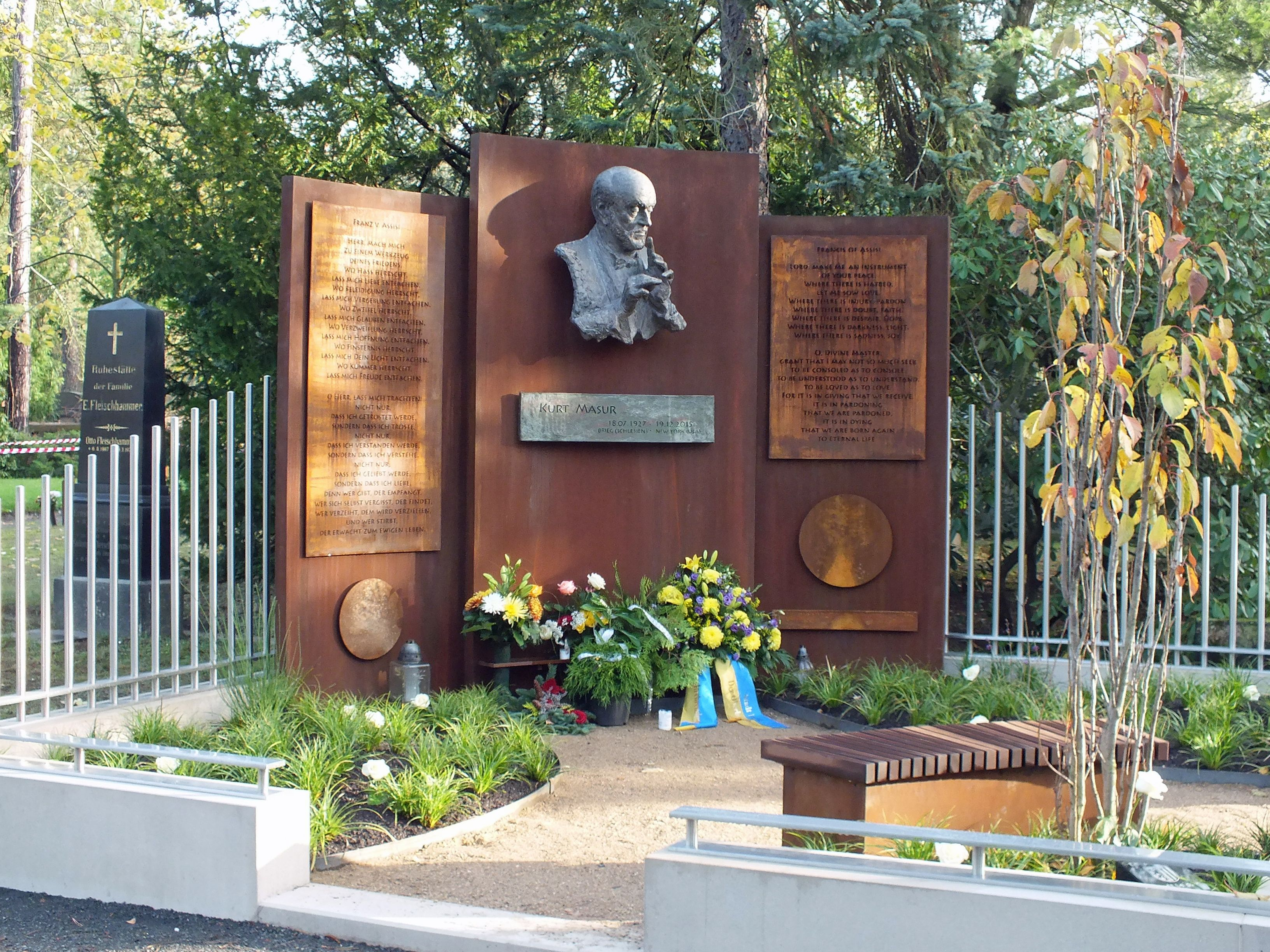
Ehrengrab für Kurt Masur, gestaltet von Markus Gläser